# وطنم (آلبوم)
آلبوم  وطنم  یکی از آثار برجستهٔ و هفتمین آلبوم داوود سرخوش، خواننده و آهنگساز محبوب افغانستانی است که با مضامین میهن‌دوستی، هویت قومی و دردهای مهاجرت شناخته می‌شود. این آلبوم با بهره‌گیری از اشعار خود سرخوش و دیگر شاعران معاصر، ترکیبی از موسیقی پاپ و فولکلور را ارائه می‌دهد که با سازهایی مانند دمبوره و رباب همراه است.
مضامین آلبوم بر محور وطن، غربت، فقر، همبستگی قومی و دعا برای آینده‌ای بهتر می‌چرخد. سرخوش در این مجموعه با استفاده از سازهای سنتی مانند دمبوره، رباب و فلوت، به‌همراه تنظیم‌هایی مدرن، تلفیقی از موسیقی محلی و معاصر را به شنونده عرضه می‌کند.

## فهرست آهنگ‌ها
آهنگ‌های برجسته آلبوم وطنم
| شماره | نام آهنگ             | موضوع                      | سبک موسیقی     | مدت زمان (تقریبی) |
| ----- | -------------------- | -------------------------- | -------------- | ----------------- |
| 1     | وطنم                 | عشق به میهن، امید، همبستگی | فولکلور/میهنی  | ~5:00 دقیقه       |
| 2     | افغانی               | هویت ملی، افغانستان واحد   | سنتی/پاپ       | ~4:30 دقیقه       |
| 3     | با این دستان خالی    | فقر، ایستادگی مردم         | اجتماعی، حماسی | ~5:20 دقیقه       |
| 4     | سفر                  | مهاجرت، دوری از وطن        | غم‌انگیز/نرم    | ~4:45 دقیقه       |
| 5     | من و دریا            | تنهایی، زندگی مهاجر        | آرام/ادبی      | ~5:10 دقیقه       |
| 6     | سرزمین من            | میهن‌دوستی، تاریخ افغانستان | سنتی/میهنی     | ~4:40 دقیقه       |
| 7     | در این سرای بی‌کسی    | غربت، غم وطن               | کلاسیک/سنتی    | ~5:30 دقیقه       |
| 8     | دل من دنیا را شناختی | تجربه و آگاهی              | ادبی/تأملی     | ~4:20 دقیقه       |
| 9     | تندی مکن             | صلح، مدارا، عشق            | ملایم/عاشقانه  | ~4:15 دقیقه       |
| 10    | یا مولا علی          | دعا، توسل، ایمان           | مذهبی/معنوی    | ~6:00 دقیقه       |